# Ta marinière
Ta marinière is een nummer van de Franse zangeres Hoshi uit 2018. Het is de tweede single van haar debuutalbum Il suffit d'y croire.
Hoewel het nummer vrolijk en levendig klinkt, schreef Hoshi "Ta marinière" na een pijnlijke breuk. De tekst gaat dan ook over de complexiteit en uitdagingen die een relatie met zich mee kan brengen. Het nummer bereikte de 9e positie in Frankrijk en werd daar één van de zomerhits van 2018. In Wallonië reikte de plaat tot de 9e positie in de Tipparade.